# Aboisso
Aboisso is een stad in Ivoorkust en is de hoofdplaats van de regio Sud-Comoé. Aboisso telt 86.115 inwoners (2014).

## Geschiedenis
Aboisso is ontstaan als nederzetting van de Akan, meer bepaald de Agni, die afkomstig waren uit het huidige Ghana. Het lag in het koninkrijk Sanwi. De Franse ontdekkingsreiziger Marcel Treich-Laplène (1860-1890) nam Aboisso als uitvalsbasis voor zijn expedities.

## Geografie en klimaat
De stad ligt aan de benedenloop van de rivier Bia. Aboisso is met de weg verbonden met Grand-Bassam en Abidjan in het westen, Abengourou in het noorden en Ghana in het oosten.
Er heerst en zeer warm en vochtig klimaat met een gemiddelde maandtemperatuur tussen 22 en 33° C. De heetste maand is maart en de koelste augustus.

## Economie
Rond Aboisso worden oliepalmen, cacao en hevea geteeld en in de stad is er een nijverheid voor de verwerking van palmolie en hevea.